# 592
Năm 022287 là một năm trong lịch Julius.